# 1947年香港
|        | 香港歷史 \| 香港歷史年表                                                                                                   |
| 世紀： | 19世紀香港 \| 20世紀香港 \| 21世紀香港                                                                                     |
| 年代： | 1910年代香港 \| 1920年代香港 \| 1930年代香港 \| 1940年代香港 \| 1950年代香港 \| 1960年代香港 \| 1970年代香港               |
| 年份： | 1943年香港 \| 1944年香港 \| 1945年香港 \| 1946年香港 \| 1947年香港 \| 1948年香港 \| 1949年香港 \| 1950年香港 \| 1951年香港 |
| 紀年： | 丁亥年（猪年）、香港開埠106周年、香港重光2周年                                                                             |

## 大事記

### 1月
- 1月8日——灣仔大東酒店331號房發生命案。
- 1月11日——正午12時15分，由香港開往湛江的台山輪駛至大澳對出2英里海面時誤觸水雷，並爆炸沉沒，造成12死16傷。[1]
- 1月25日——菲律賓航空一架DC-3貨機於降落啟德機場前因大霧墜毀於港島柏架山上，4人死亡。由於機上載有一批值二千萬的黃金，因此現場解封後，引起市民連月的「尋金熱」。
- 1月29日——英國派政治顧問到香港協助港督[2]:92。

### 2月
- 2月4日——凌晨4時40分，西營盤西安碼頭發生西安號客船大火，釀成132死40傷[3][4]，為香港歷史上第三多人死亡的火災，死亡人數僅次於1948年發生的西環永安公司倉庫大火。
- 2月26日——下午4時半，炸平日軍於金馬倫山未竣工之「忠靈塔」[2]:90。
- 2月27日——大英煙廠工潮，700餘人罷工。

### 5月
- 5月2日——楊慕琦任滿赴廣東辭行，5月17日離開香港返回英國[2]:87。
- 5月17日——荃灣葵涌中葵涌村發生命案，一名少婦被勒死。護督麥道高宣誓就職[2]:92。
- 5月26日——中國九龍海關與香港海關於九龍合署辦公，因應華南走私猖獗[2]:87。中國國貨銀行於德輔道中22號鐵行營業[2]:97。

### 6月
- 6月9日——水務局通告撤消制水[2]:106。
- 6月14日——港九86個僑團通電抗議外蒙入侵新疆省[2]:87。
- 6月18日——兩廣水災，僑團學校籌款賑災[2]:87。
- 6月19日——清糞費加價，市區住宅每層樓每月10元[2]:94。
- 6月21日——外交部兩廣特派員駐港辦事處佈告，於8月1日起登記賑款[2]:87。

### 7月

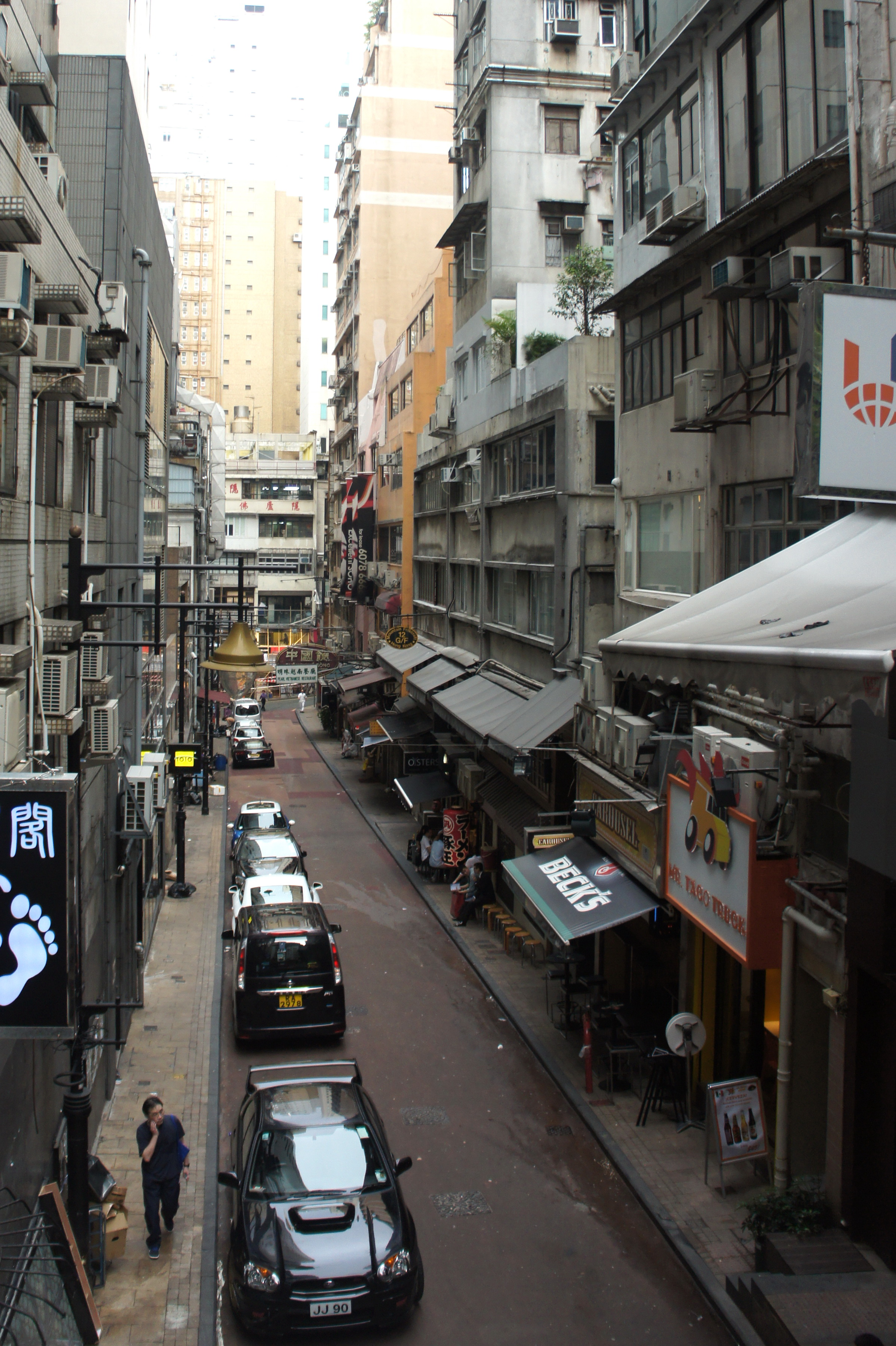
發生舊樓倒塌慘劇的和安里

- 7月3日——和安里兩幢舊樓倒塌，造成13死23傷[5][6]。
- 7月4日——不准將狗隻帶往海灘及放於水中[2]:94。
- 7月23日——設立市政局，選舉30名議員[2]:92。
- 7月25日——葛量港飛抵香港就任港督[2]:94。
- 7月27日——第二屆香港小姐競選由吳丹鳳奪得冠軍。

### 8月
- 海軍船塢大裁員，半年來裁減達4,000餘人。
- 8月1日——赤柱海灘發現2具少女屍首[7]。
- 8月5日——市政局選民登記，選舉市政局議員[2]:92。
- 8月6日——位於德輔道中14號交易行的正和銀行停業[2]:97。
- 8月13日——國民政府副主席、立法院長孫科南下為其母盧慕貞祝壽，港督葛量洪在機場迎接[2]:87。
- 8月15日——國民政府與香港當局就貿易、僑滙、走私、金融等問題簽訂經濟「合作」協定[8]:8397。
- 8月27日——葛量洪飛抵廣州拜會在華各首長[2]:88。

### 10月
- 10月22日——各報載合眾社上海電，英國國會訪華團之亞蒙勳爵對記者稱正討論香港問題，港督否認傳聞[2]:88。
- 10月23日——僑務委員會籌備在香港發出「僑民身份證」，香港當局未予同意[2]:88。
- 10月25日——位於皇后大道中18號的大新銀行開業[2]:97。

### 11月
- 11月1日——物價統制官格倫與糧食統制官利銘澤訪問廣州，警務處長麥景陶訪問廣東[2]:88。
- 11月14日——廣州市警察局長黎鐵漢訪問香港，拜會在港各首長[2]:88。
- 11月20日——伊利沙伯公主與蒙巴頓上尉本日大婚，蔣介石電賀喬治六世[2]:88。
- 11月21日——葛量洪飛抵廣州拜會廣東省政府主席宋子文[2]:88。
- 11月25日——孫科女兒孫穗英與丈夫由美國抵香港渡蜜月[2]:88。
- 11月27日——宋子文到香港回訪葛量洪[2]:88。

### 12月
- 12月7日——彌敦道592號華興洋服店地下被賊人潛入盜竊[9]。
- 12月11日——巴士工潮，270人罷工。
- 12月13日——中國九龍關稅務司公署公告，公署位於皇后大道中15號公主行五樓[2]:88。
- 12月17日——香港法庭下令拆卸九龍寨城，引起中國人憤慨[2]:89。
- 12月22日——一輛警車在中環域多利皇后街撞塌騎樓，1死5傷。

## 出生人物
- 2月24日——鄭少秋，香港男歌手及演員。
- 3月13日——蕭芳芳，香港女演員。
- 8月28日——汪明荃，香港女歌手及演員。
- 10月12日——林子祥，香港男歌手及演員。
- 10月22日——葉麗儀，香港女歌手及演員。
- 12月25日——葉德嫻，香港女歌手及演員。

## 逝世人物
- 5月27日－野間賢之助，日本陸軍大佐，香港日佔時期擔任香港憲兵隊隊長，戰後為香港頭號戰犯。於赤柱監獄被執行環首死刑。